# Frank Camacho
Frank Camacho (Hagåtña, 6 de setembro de 1988) é um lutador de artes marciais mistas, atualmente competindo na divisão leve do Ultimate Fighting Championship.

## Início
Camacho nasceu em Hagåtña, Guam filho de Marcia e Francisco Muña Camacho. Ele foi criado em Saipan nas Ilhas Marianas do Norte, onde ele mora até hoje.  Ele jogava golfe quando era criança e tinha o sonho de competir profissionalmente um dia. Entretanto, ele decidiu começar a treinar MMA para entrar em forma e perder peso após assistir UFC  e Pride na televisão. Ele tinha 15 anos na época.

## Vida Pessoal
O apelido “The Crank” foi dado a Camacho por um apresentador em uma luta onde ele o anunciou como “The Crank” porque segundo ele rimava com “Frank”.
Camacho é casado com Sarah Filush Camacho. Eles têm um filho chamado Franklin Muña Camacho Jr.

## Carreira no MMA

### The Ultimate Fighter 16
Camacho participou do The Ultimate Fighter: Team Carwin vs. Team Nelson, em 2012. Ele enfrentou Neil Magny na primeira fase e perdeu a luta por decisão unânime, sendo eliminado da competição.

### Ultimate Fighting Championship
Quatro anos após sua participação no TUF 16, Camacho foi chamado pelo UFC para substituir o lesionado Jonathan Meunier, fazendo sua estreia em 17 de junho de 2017 no UFC Fight Night: Holm vs. Correia, para enfrentar Li Jingliang. Camacho perdeu a luta por decisão unânime. A luta rendeu a ambos lutadores o bônus de Luta da Noite.
Camacho enfrentou Damien Brown em 19 de novembro de 2017 no peso leve no UFC Fight Night: Werdum vs. Tybura. Na pesagem, Camacho se apresentou com 72,5 kg, 2,5 kilos acima do limite da categoria dos leves. Ele venceu a luta por decisão dividida. A luta lhe rendeu seu segundo bônus de Luta da Noite.
Camacho enfrentou Drew Dober em 27 de janeiro de 2018 no UFC on Fox: Jacaré vs. Brunson 2. Ele perdeu a luta por decisão unânime. Esta luta rendeu-lhe seu terceiro bônus de “Luta da Noite” seguido.
Camacho enfrentou Geoff Neal em 8 de setembro de 2018 no UFC 228: Woodley vs. Till. Ele perdeu a luta por nocaute.
Camacho enfrentou Nick Hein em 1 de junho de 2019 no UFC Fight Night: Gustafsson vs. Smith. Ele venceu por nocaute técnico no segundo round.
Camacho enfrentou Beneil Dariush em 26 de outubro de 2019 no UFC Fight Night: Maia vs. Askren. Ele perdeu a luta por finalização no primeiro round.

## Cartel no MMA
| Cartel no MMA   |             |            |
| 31 lutas        | 22 vitórias | 9 derrotas |
| Por nocaute     | 17          | 5          |
| Por finalização | 2           | 2          |
| Por decisão     | 3           | 2          |

| Res.    | Cartel | Oponente              | Método                               | Evento                                | Data       | Round | Tempo | Local                        | Notas                                                     |
| ------- | ------ | --------------------- | ------------------------------------ | ------------------------------------- | ---------- | ----- | ----- | ---------------------------- | --------------------------------------------------------- |
| Derrota | 22-9   | Justin Jaynes         | Nocaute Técnico (socos)              | UFC on ESPN: Blaydes vs. Volkov       | 20/06/2020 | 1     | 0:41  | Las Vegas, Nevada            | Luta no peso casado: Camacho não bateu o peso.            |
| Derrota | 22-8   | Beneil Dariush        | Finalização (mata leão)              | UFC Fight Night: Maia vs. Askren      | 26/10/2019 | 1     | 2:02  | Kallang                      |                                                           |
| Vitória | 22-7   | Nick Hein             | Nocaute Técnico (socos)              | UFC Fight Night: Gustafsson vs. Smith | 01/06/2019 | 2     | 4:56  | Estocolmo                    | Volta aos Leves.                                          |
| Derrota | 21-7   | Geoff Neal            | Nocaute (chute na cabeça)            | UFC 228: Woodley vs. Till             | 08/09/2018 | 2     | 1:23  | Dallas, Texas                |                                                           |
| Derrota | 21-6   | Drew Dober            | Decisão (unânime)                    | UFC on Fox: Jacaré vs. Brunson 2      | 27/01/2018 | 3     | 5:00  | Charlotte, Carolina do Norte | Retornou aos Meio-Médios; Luta da Noite.                  |
| Vitória | 21-5   | Damien Brown          | Decisão (dividida)                   | UFC Fight Night: Werdum vs. Tybura    | 19/11/2017 | 3     | 5:00  | Sydney                       | Volta aos Leves; Camacho não bateu o peso; Luta da Noite. |
| Derrota | 20-5   | Li Jingliang          | Decisão (unânime)                    | UFC Fight Night: Holm vs. Correia     | 17/06/2017 | 3     | 5:00  | Kallang                      | Estreia no UFC; Luta da Noite.                            |
| Vitória | 20-4   | Gun Hwan Park         | Finalização (triângulo de mão)       | Rites of Passage 21                   | 26/05/2016 | 2     | 2:51  | Saipan                       |                                                           |
| Vitória | 19-4   | Hyun Joo Kim          | Nocaute Técnico (socos)              | Rites of Passage 20                   | 19/08/2016 | 1     | 3:17  | Saipan                       |                                                           |
| Derrota | 18-4   | Han Seul Kim          | Nocaute Técnico (socos)              | Pacific Xtreme Combat 54              | 19/08/2016 | 1     | 3:17  | Mangilao                     | Volta aos Meio-Médios.                                    |
| Vitória | 18-3   | Tyrone Jones          | Nocaute Técnico (socos)              | Pacific Xtreme Combat 50              | 04/12/2015 | 2     | 2:59  | Mangilao                     | Ganhou o cinturão peso leve do PXC.                       |
| Vitória | 17-3   | Kengo Ura             | Nocaute (soco)                       | Pacific Xtreme Combat 49              | 07/08/2015 | 1     | 0:37  | Mangilao                     |                                                           |
| Vitória | 16-3   | Yasuaki Miura         | Nocaute Técnico (socos)              | Rites of Passage 18                   | 03/07/2015 | 1     | 0:34  | Saipan                       |                                                           |
| Derrota | 15-3   | Yusuke Kasuya         | Finalização (mata leão)              | Pacific Xtreme Combat 47              | 13/03/2015 | 1     | 2:06  | Mangilao                     |                                                           |
| Vitória | 15-2   | Jae Woong Kim         | Finalização (triângulo de mão)       | Trench Warz 18                        | 12/12/2014 | 1     | 4:38  | Saipan                       | Estreia nos Meio-Médios.                                  |
| Vitória | 14-2   | Keita Nakamura        | Decisão (unânime)                    | Pacific Xtreme Combat 42              | 28/02/2014 | 3     | 5:00  | Mangilao                     |                                                           |
| Vitória | 13-2   | Koshi Matsumoto       | Nocaute (soco)                       | Pacific Xtreme 38                     | 09/08/2013 | 3     | 1:24  | Mangilao                     |                                                           |
| Vitória | 12-2   | James Jones           | Nocaute (soco)                       | UWC 6                                 | 25/04/2009 | 3     | 5:00  | Fairfax, Virginia            |                                                           |
| Derrota | 11-2   | Caloy Baduria         | Nocaute Técnico (socos)              | URCC 11                               | 25/11/2007 | 1     | 2:27  | Pasay City                   |                                                           |
| Vitória | 11-1   | Ryan Bigler           | Decisão (dividida)                   | URCC 11                               | 17/11/2007 | 3     | 5:00  | Mangilao                     |                                                           |
| Derrota | 10-1   | Luigi Fioranvanti     | Nocaute Técnico (interrupção médica) | PX 12                                 | 12/07/2007 | 1     | N/A   | Mangilao                     |                                                           |
| Vitória | 10-0   | B.J. Taisacan         | Nocaute Técnico (desistência)        | Trench Warz 6                         | 23/06/2007 | 1     | 0:37  | Saipan                       |                                                           |
| Vitória | 9-0    | Carlos Eduardo Santos | Nocaute Técnico (socos)              | Geran Haga: Blood Wars 2              | 28/05/2007 | 2     | N/A   | Agana                        |                                                           |
| Vitória | 8-0    | Roy Reyes             | Nocaute Técnico (joelhadas)          | Rites of Passage 2                    | 13/04/2007 | 1     | 0:28  | Saipan                       |                                                           |
| Vitória | 7-0    | John Ogo              | Nocaute Técnico (socos)              | PXC 11                                | 13/03/2007 | 1     | N/A   | Mangilao                     |                                                           |
| Vitória | 6-0    | Nathan Hanson         | Nocaute (soco)                       | Trench Warz 5                         | 24/02/2007 | 1     | 3:45  | Saipan                       |                                                           |
| Vitória | 5-0    | Fritz Rodriguez       | Nocaute Técnico (socos)              | URCC 9                                | 02/12/2006 | 1     | 0:42  | Cebu                         |                                                           |
| Vitória | 4-0    | Troy Munoz            | Nocaute Técnico (socos)              | Trench Warz 4                         | 28/10/2006 | 1     | 1:32  | Saipan                       |                                                           |
| Vitória | 3-0    | Robert Palacios       | Nocaute Técnico (socos)              | Trench Warz 3                         | 27/05/2006 | 1     | 4:08  | Saipan                       |                                                           |
| Vitória | 2-0    | Mike Camacho          | Nocaute Técnico (joelhadas)          | Trench Warz 2                         | 11/02/2006 | 1     | 1:16  | Saipan                       |                                                           |
| Vitória | 1-0    | Bernie Neth           | Nocaute (slam)                       | Trench Warz 1                         | 26/11/2005 | 1     | 0:59  | Saipan                       |                                                           |